# Edmund Crispin
Pour les articles homonymes, voir Crispin (homonymie).
Œuvres principales
- Prélude et mort d'Isolde (1944)

Robert Bruce Montgomery (Chesham Bois, Buckinghamshire, 2 octobre 1921 - Londres, 15 septembre 1978) est un écrivain et un compositeur britannique, surtout connu pour ses romans policiers publiés sous le pseudonyme de Edmund Crispin.

## Biographie
Né de parents écossais et irlandais, il étudie les langues modernes, ainsi que l'orgue et le chant choral à Oxford, où il se lie d'amitié avec le futur écrivain Kingsley Amis. Il obtient son diplôme en 1944, non sans avoir beaucoup voyagé en Europe avant le déclenchement de la Seconde Guerre mondiale. À sa sortie d'Oxford, il devient brièvement assistant du maître de musique de l'école publique de Shrewsbury. Dès cette époque, il mène de front des carrières de pianiste, d'organiste et de compositeur, signant sous le nom de Bruce Montgomery, des œuvres sacrées et des musiques de film, notamment pour la série humoristique Carry On. En outre, il s'adonne à l'écriture de scénarios et de feuilletons radiodiffusés.
Sous le pseudonyme de Edmund Crispin, il publie un premier roman policier en 1944, où apparaît son héros récurrent, le détective Gervase Fen. Le succès rencontré le poussera à publier encore une dizaine d'enquêtes qui en font l'un des derniers représentants de l'école anglaise du roman de détection.
Après 1953, il délaisse la littérature, se bornant à rédiger des critiques de romans policiers pour le Sunday Times ou, dans les années 1960, à concevoir des anthologies de textes de science-fiction.
Alcoolique invétéré, il meurt à Londres en 1978.

## Œuvre

### Romans

#### SérieGervaise Fen
- The Case of the Gilded Fly ou Obsequies at Oxford (1944) Publié en français sous le titre Prélude et mort d'Isolde, Paris, Librairie des Champs-Élysées, Le Masque no 1935, 1988
- Holy Disorders (1945)
- The Moving Toyshop (1946)
- Swan Song ou Dead and Dumb (1947)
- Love Lies Bleeding (1948)
- Buried for Pleasure (1948)
- Frequent Hearses ou Sudden Vengeance (1950) Publié en français sous le titre Un corbillard chasse l'autre, Paris, Librairie des Champs-Élysées, Le Masque no 1839, 1986
- The Long Divorce ou A Noose for Her (1952)
- The Glimpses of the Moon (1977)

### Nouvelles

#### Recueils de nouvelles
- Beware of the Trains (1953)
- Fen Country (1979), publication posthume

#### Nouvelles isolées
- Deadlock (1947)
- Within the Gates (1949) Publié en français sous le titre Le traître est dans le mur, Paris, Opta, Mystère Magazine no 93, octobre 1955
- Deadlock (1947) Publié en français sous le titre L'Énigme de l'écluse, Paris, Opta, Mystère Magazine no 27, avril 1950
- Beware of the Trains (1949) Publié en français sous le titre Attention les trains, dans Trains rouges, Paris, Julliard, coll. La Bibliothèque criminelle, 1990
- Lacrimae Rerum (1949) Publié en français sous le titre Lacrimae Rerum, Paris, Opta, Mystère Magazine no 43, août 1951 ; réédition dans Histoires de machinations, Paris, Pocket no 3232, 1990 ; réédition dans 30 recettes pour crimes parfaits, éd. Roland Lacourbe, Paris, L'Atalante, 1998
- Nine Minus Nine Equals One (1951)
- The Quick Brown Fox (1952)
- Who Killed Baker? ou Baker Dies (1952) Publié en français sous le titre Qui a tué Baker ?, Paris, Opta, Mystère Magazine no 99, avril 1956
- Express Delivery (1952)
- Humbleby Agonistes (1952)
- The Drowing of Edgar Foley (1953)
- The Name on the Window (1953) Publié en français sous le titre Le Nom sur la fenêtre, Paris, Opta, Mystère Magazine no 82, novembre 1954 ; réédition dans Les Meilleurs Histoires de chambres closes, éd. Roland Lacourbe, Minerve, 1985
- All the Way You Look at It (1953) Publié en français sous le titre Question de point de vue, Paris, Opta, Mystère Magazine no 101, juin 1956 ; réédition dans 30 recettes pour crimes parfaits, éd. Roland Lacourbe, Paris, L'Atalante, 1998
- Death and Aunt Fancy (1953)
- The Golden Mean (1953)
- Merry-Go-Run (1953)
- The Pencil ou No Bigger Than a Pencil (1953) Publié en français sous le titre Tuer, c'est mon boulot, Paris, Opta, Mystère Magazine no 309, novembre 1973
- The Huntchback Cat (1954) Publié en français sous le titre Le Chat bossu, dans Griffes de sang et autres histoires de chat, Paris, Éditions du Masque, coll. Grands Formats, 2003
- The Crime by the River (1955) Publié en français sous le titre Le Crime près de la rivière, Paris, Opta, L'Anthologie du Mystère no 9, septembre 1966
- The Perfect Criminal (1955)
- The Unloaded Gun (1955) Publié en français sous le titre Le Trou dans le mur, Paris, Opta, Le Saint détective magazine no 39, mai 1958
- Looking for a Diamond (1955)
- Blackmailers Have Their Uses (1955)
- A Message to Herr Dietrich (1955)
- The Lion's Tooth (1956) Publié en français sous le titre Le Lion et la Fleur, Paris, Opta, Mystère Magazine no 240, janvier 1968
- What's His Line? (1956)
- Gladstone's Candlestick (1957)
- To Clever for Scotland Yard (1960) Publié en français sous le titre L'Homme qui roula Scotland Yard, Paris, Opta, Mystère Magazine no 159, avril 1961 ; réédition sous le titre Trop malin pour Scotland Yard, dans Les Meilleurs Histoires de chambres closes, éd. Roland Lacourbe, Minerve, 1985
- Danger, Writer at Work (1974) Publié en français sous le titre Danger, écrivain au travail, Paris, Opta, Mystère Magazine no 325, mars 1975

### Scénario signé Bruce Montgomery
- 1961 : Raising the Wind (film, 1961) (en), film britannique de Gerald Thomas, avec James Robertson Justice et Leslie Phillips

## Prix et nominations

### Nominations
- Gold Dagger Award 1977 pour The Glimpses of the Moon[1]

## Sources
- Claude Mesplède, Dictionnaire des littératures policières, vol. 1 : A - I, Nantes, Joseph K, coll. « Temps noir », 2007, 1054 p. (ISBN 978-2-910-68644-4, OCLC 315873251), p. 503.